# Guido Bernardi (politico 1895)
Guido Bernardi (Trento, 2 settembre 1895 – 16 aprile 1972) è stato un politico italiano.
Avvocato, è stato segretario della federazione socialista milanese nel 1946 e membro della Camera dei deputati per tre legislature con il Partito Socialista Italiano e poi con il Partito Socialista Italiano di Unità Proletaria. Nella IV legislatura subentrò al defunto Ezio Vigorelli.